# Emygdio Mendes
Emygdio Guilherme Garcia Mendes (Ervedal, Avis, c. 1880 — Monte Estoril, 21 de Agosto de 1958), foi um político, advogado e ferroviário português.

## Biografia
Nasceu na localidade de Ervedal. Formou-se em Direito pela Universidade de Coimbra.
Em 1911, data em que foi eleito como deputado à Assembleia Nacional Constituinte, pelo Círculo de Comba Dão, tinha as funções de administrador e conservador do Registo Civil do 4.º Bairro de Lisboa.
Exerceu igualmente como advogado, e foi presidente do Conselho Fiscal da Companhia dos Caminhos de Ferro Portugueses. Participou na viagem inaugural da introdução da tracção eléctrica entre as Estações de Lisboa-Santa Apolónia e Entroncamento, em 24 de Janeiro de 1958.
Faleceu em 21 de Agosto de 1958, na sua residência no Monte Estoril.